# Binario 2
Binario 2 è stato un programma televisivo italiano di genere varietà, comico, satirico e rotocalco, in onda nella fascia mattutina di Rai 2 dal 21 ottobre al 20 dicembre 2024, dal lunedì al venerdì, con la conduzione di Andrea Perroni, Carolina Di Domenico e Gianluca Semprini.

## Il programma
Il programma era nato per sostituire il programma Viva Rai2!, nella fascia mattutina dal lunedì al venerdì. Trasmesso dalle 7:10 alle 8:15, il 28 e il 29 ottobre 2024 fu preceduto da un'anteprima dal titolo Aspettando Binario 2 in onda dalle 7:00 alle 7:10.
Inizialmente doveva debuttare il 7 ottobre 2024 ma, in attesa della consegna della cosiddetta "bolla-studio" che fu posizionata nella stazione di Roma Tiburtina (da dove veniva trasmesso lo show), il debutto fu posticipato di due settimane, il 21.
Il 5 dicembre 2024 la Rai ne annunciò la chiusura, prevista per il 20 dicembre successivo, a causa dei bassi ascolti (che però ottengono risultati migliori durante le repliche).
In studio c'è stata la presenza fissa di una band diretta dal maestro Paolo Arcuri, mentre gli ospiti ricorrenti del programma sono stati Marco Marzocca, Osho, Edoardo Sylos Labini, Giuseppe Ragone e Andrea, il mago, Paris e Giovanni Covone. 
Gli inviati invece sono stati Selenia Orzella, dalla stazione Tiburtina, Michele Dalai, dalle stazioni del nord Italia e Andrea Di Maria, dalla stazione di Napoli.
Nella puntata finale del 20 dicembre tutto il cast, inviati compresi, si è ritrovato nello studio della stazione di Roma Tiburtina.

## Puntate
| Edizione | Anno | Conduzione     | Conduzione           | Conduzione        | Periodo         | Periodo          | Puntate | Regia            | Location                         |
| Edizione | Anno | Conduzione     | Conduzione           | Conduzione        | Inizio          | Fine             | Puntate | Regia            | Location                         |
| -------- | ---- | -------------- | -------------------- | ----------------- | --------------- | ---------------- | ------- | ---------------- | -------------------------------- |
| 1ª       | 2024 | Andrea Perroni | Carolina Di Domenico | Gianluca Semprini | 21 ottobre 2024 | 20 dicembre 2024 | 45      | Giovanni Caccamo | Stazione di Roma Tiburtina, Roma |

## Programmazione
| Edizione | Rete televisiva | Anno | Stagione | Orario    | Durata | Programmazione | Programmazione | Programmazione | Programmazione | Programmazione | Programmazione | Programmazione | Collocazione |
| Edizione | Rete televisiva | Anno | Stagione | Orario    | Durata | L              | M              | M              | G              | V              | S              | D              | Collocazione |
| -------- | --------------- | ---- | -------- | --------- | ------ | -------------- | -------------- | -------------- | -------------- | -------------- | -------------- | -------------- | ------------ |
| 1ª       | Rai 2           | 2024 | autunno  | 7:15-8:15 | 60 min |                |                |                |                |                |                |                | Day-time     |
| 1ª       | Rai 2           | 2024 | autunno  | 7:10-8:15 | 65 min |                |                |                |                |                |                |                | Day-time     |
| 1ª       | Rai 2           | 2024 | autunno  | 7:00-8:15 | 75 min |                |                |                |                |                |                |                | Day-time     |

## Spin-off

### Binario 2 Extra
Binario 2 Extra è stato un programma televisivo italiano e spin-off di Binario 2 di genere contenitore, in onda su Rai 2 dal 26 ottobre al 15 dicembre 2024 con la conduzione di Andrea Perroni, Carolina Di Domenico e Gianluca Semprini.
Il programma
Nel programma venivano riproposti i momenti migliori della produzione della settimana precedente. Trasmesso inizialmente ogni sabato dalle 10:10 alle 10:55 fino al 9 novembre 2024, dal 17 novembre dello stesso anno fu trasmesso ogni domenica dalle 9:25 alle 10:15. Dall'11 novembre 2024 fu riproposto su Rai 1 ogni lunedì, durante la mezzanotte.
Puntate
| Edizione | Anno | Conduzione     | Conduzione           | Conduzione        | Periodo         | Periodo          | Puntate | Regia            | Location                         |
| Edizione | Anno | Conduzione     | Conduzione           | Conduzione        | Inizio          | Fine             | Puntate | Regia            | Location                         |
| -------- | ---- | -------------- | -------------------- | ----------------- | --------------- | ---------------- | ------- | ---------------- | -------------------------------- |
| 1ª       | 2024 | Andrea Perroni | Carolina Di Domenico | Gianluca Semprini | 26 ottobre 2024 | 15 dicembre 2024 | 8       | Giovanni Caccamo | Stazione di Roma Tiburtina, Roma |

Programmazione
| Edizione | Rete televisiva | Anno | Stagione | Orario      | Durata | Programmazione | Programmazione | Programmazione | Programmazione | Programmazione | Programmazione | Programmazione | Collocazione |
| Edizione | Rete televisiva | Anno | Stagione | Orario      | Durata | L              | M              | M              | G              | V              | S              | D              | Collocazione |
| -------- | --------------- | ---- | -------- | ----------- | ------ | -------------- | -------------- | -------------- | -------------- | -------------- | -------------- | -------------- | ------------ |
| 1ª       | Rai 2           | 2024 | autunno  | 10:10-10:55 | 45 min |                |                |                |                |                |                |                | Day-time     |
| 1ª       | Rai 2           | 2024 | autunno  | 9:25-10:15  | 50 min |                |                |                |                |                |                |                | Day-time     |